# Yvonne Daldossi
Yvonne Daldossi (* 26. Januar 1992 in Meran) ist eine ehemalige italienische Eisschnellläuferin.

## Werdegang
Daldossi, die für den SC Meran startete, wurde dreimal italienische Juniorenmeisterin und kam bei den Juniorenweltmeisterschaften 2009 in Zakopane auf den 12. Platz in der Teamverfolgung. Ihre besten Platzierungen in den folgenden Jahren waren bei den Juniorenweltmeisterschaften 2010 in Moskau der 13. Platz über 500 m und bei den Juniorenweltmeisterschaften 2011 in Seinäjoki der 13. Platz über 500 m sowie der siebte Rang in der Teamverfolgung. Erstmals am Eisschnelllauf-Weltcup nahm sie im März 2012 in Heerenveen teil, wobei sie in der B-Gruppe die Plätze 11 und sieben über 500 m errang. In der Saison 2012/13 erreichte sie dort mit dem zehnten Platz in der Teamverfolgung ihre einzige Top-Zehn-Platzierung im Weltcup. Nachdem sie zu Beginn der Saison 2013/14 bei der Winter-Universiade 2013 in Trentino die Bronzemedaille in der Teamverfolgung gewinnen konnte, lief sie bei der Sprintweltmeisterschaft 2014 in Nagano auf den 23. Platz und bei den Olympischen Winterspielen 2014 in Sotschi auf den 30. Platz über 500 m. In der Saison 2014/15 belegte sie bei der Sprintweltmeisterschaft 2015 in Astana den 21. Platz und bei den Einzelstreckenweltmeisterschaften 2015 in Heerenveen den 18. Rang über 500 m. In den folgenden Jahren kam sie bei der Sprintweltmeisterschaft 2016 in Seoul auf den 24. Platz, bei den Einzelstreckenweltmeisterschaften 2016 in Kolomna auf den 22. Rang über 500 m und bei der Sprintweltmeisterschaft 2017 in Calgary auf den 25. Platz. In der Saison 2017/18 absolvierte sie in Erfurt ihren letzten Weltcup, welchen sie auf dem 12. Platz über 1000 m beendete und errang bei den Europameisterschaften 2018 in Kolomna jeweils den zehnten Platz über 500 m und über 1000 m. Beim Saisonhöhepunkt, den Olympischen Winterspielen 2018 in Pyeongchang, belegte sie den 30. Platz über 1000 m und den 26. Rang über 500 m. Im folgenden Jahr wurde sie bei den Einzelstreckenweltmeisterschaften in Inzell Vierte im Teamsprint.
Daldossi wurde fünfmal italienische Meisterin im Sprint-Mehrkampf (2012, 2013, 2015, 2016, 2021) und zweimal über 500 m (2014, 2020).

## Erfolge

### Olympische Spiele
- 2014 Sotschi: 30. Platz 500 m
- 2018 Pyeongchang: 26. Platz 500 m, 30. Platz 1000 m

### Einzelstrecken-Weltmeisterschaften
- 2015 Heerenveen: 18. Platz 500 m
- 2016 Kolomna: 22. Platz 500 m
- 2019 Inzell: 4. Platz Teamsprint

### Sprint-Weltmeisterschaften
- 2014 Nagano: 23. Platz Sprint-Mehrkampf
- 2015 Astana: 21. Platz Sprint-Mehrkampf
- 2016 Seoul: 24. Platz Sprint-Mehrkampf
- 2017 Calgary: 25. Platz Sprint-Mehrkampf

### Europameisterschaften
- 2018 Kolomna: 10. Platz 500 m, 10. Platz 1000 m

## Persönliche Bestzeiten
| Disziplin | Zeit        | Datum             | Ort            |
| --------- | ----------- | ----------------- | -------------- |
| 500 m     | 38,27 s     | 26. Februar 2017  | Calgary        |
| 1000 m    | 1:16,92 min | 10. Dezember 2017 | Salt Lake City |
| 1500 m    | 2:02,74 min | 18. März 2012     | Calgary        |
| 3000 m    | 4:56,79 min | 26. Januar 2008   | Klobenstein    |